# Incala quimalanca
Incala quimalanca är en skalbaggsart som beskrevs av Thomson 1857. Incala quimalanca ingår i släktet Incala och familjen Cetoniidae. Inga underarter finns listade i Catalogue of Life.